# 蕨車站
蕨車站（日语：／ Warabi eki */?）位於日本埼玉縣蕨市中央一丁目，是東日本旅客鐵道（JR東日本）的鐵路車站。
此站的正式路線名稱為東北本線（詳情參見路線條目與鐵道路線的名稱），而實際上停靠的運轉系統是行走電車線的京濱東北線列車，旅客導覽不顯示「東北（本）線」。
此站按照JR車站的五十音順序排列是最後的車站，也是蕨市唯一一座鐵路車站。

## 歷史
- 1893年（明治26年）7月16日：日本鐵道車站開業。
- 1906年（明治39年）11月1日：依據鐵道國有法國有化。
- 1909年（明治42年）10月12日：制定線路名稱，本站屬東北本線。
- 1933年（昭和8年）：站房改建，西口與月台設置天橋。
- 1949年（昭和24年）9月15日：開設東口。
- 1967年（昭和42年）10月17日：站房改建（現有站房）。
- 1984年（昭和59年）2月1日：廢除貨物、小型行李業務。
- 1987年（昭和62年）4月1日：國鐵分割民營化，本站為JR東日本車站。
- 2001年（平成13年）11月18日：IC卡「Suica」啟用。
- 2006年（平成18年）3月中旬：導入新型自動驗票閘門。
- 2020年（令和2年）2月29日：月台門啟用[2]。

## 車站結構
島式月台1面2線地面車站。設有跨站式站房。站內有自動閘機、指定席售票機。
2001年（平成13年）左右設置電扶梯。廁所在2005年（平成17年）整修完成。2009年（平成21年）完成電梯裝設。
以前本站有日本車輛製造蕨製作所與住友水泥的專用線，也有貨物線處理小型貨物、行李業務。當時的貨物月台在現在的西口站房一帶。站房南側部分舊用地已再開發改建成City Tower蕨。

### 月台配置
| 月台 | 路線       | 目的地                           |
| ---- | ---------- | -------------------------------- |
| 1    | 京濱東北線 | 上野、東京、橫濱、磯子、大船方向 |
| 2    | 京濱東北線 | 浦和、大宮方向                   |

（來源：JR東日本:車站構內圖 （页面存档备份，存于））

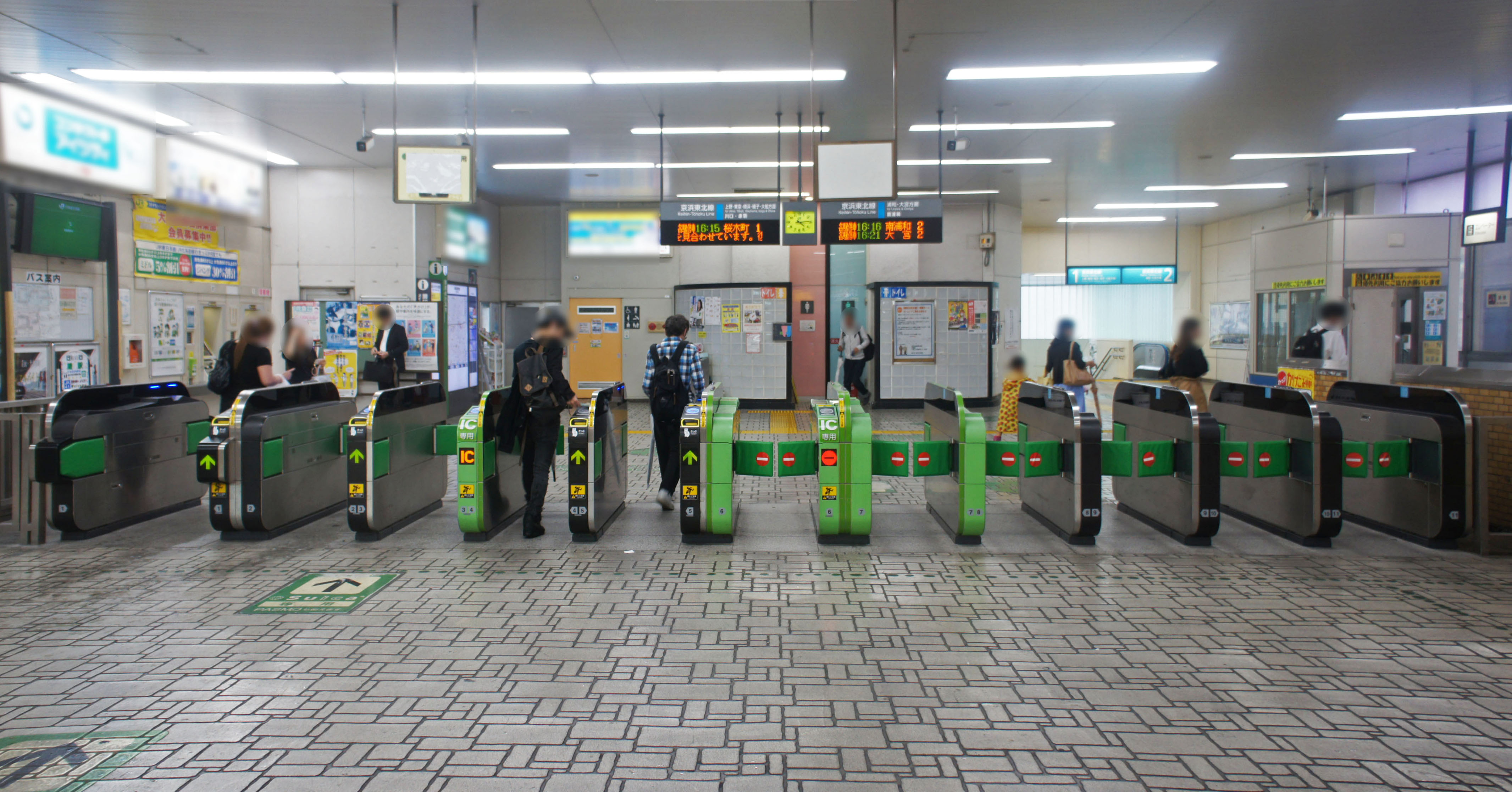
閘口（2019年6月）
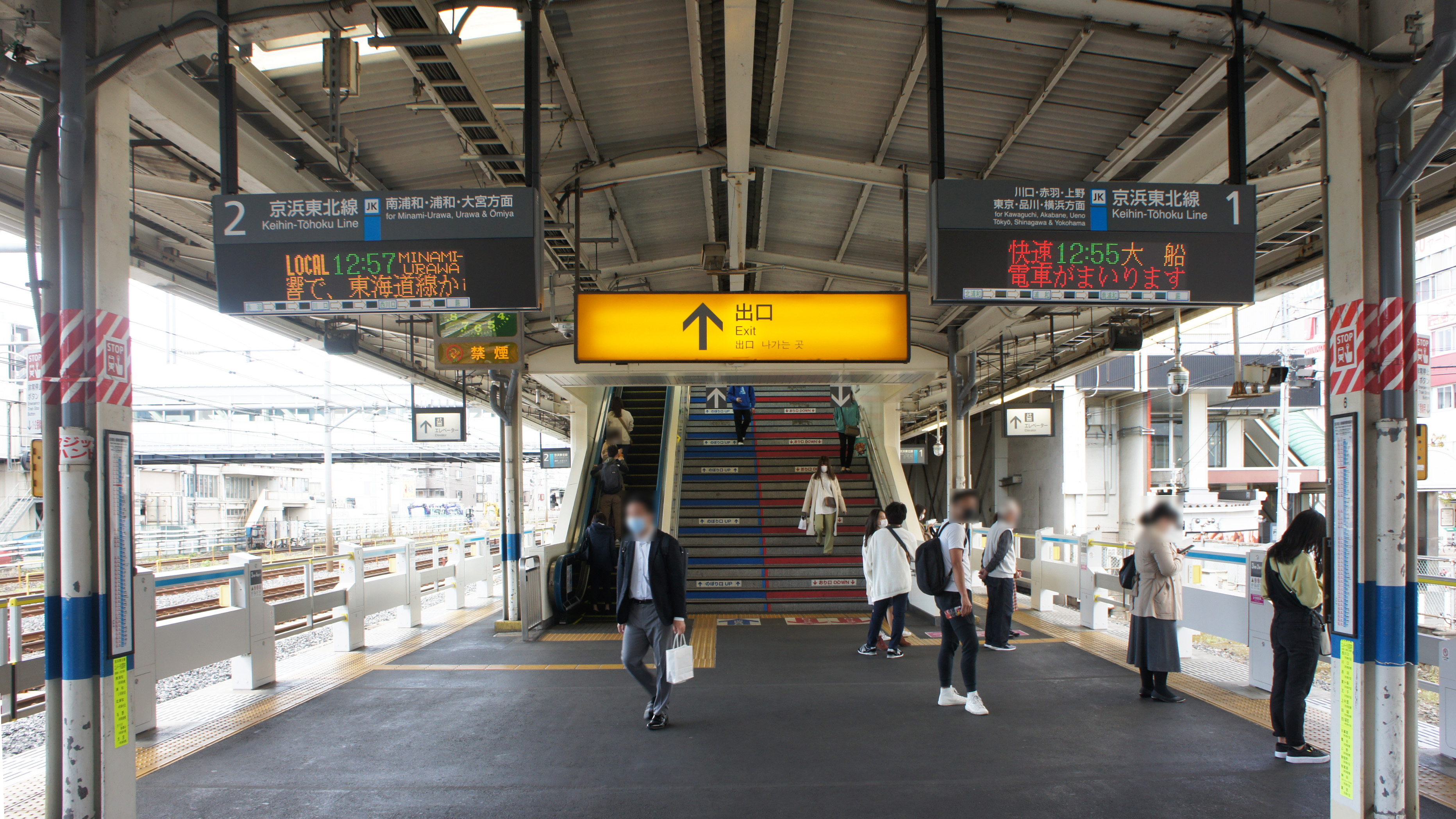
月台（2021年4月）

## 使用情況
2019年（令和元年）度1日平均上車人次為61,829人。在埼玉縣內JR車站當中次於大宮站、浦和站、川口站、南越谷站、北朝霞站，排行第6位（JR東日本全體第78位）。
近年一日平均上車人次如下表。
| 年度               | 1日平均上車人次 | 1日平均上車人次 | 1日平均上車人次 | 來源     |
| 年度               | 定期外          | 定期            | 合計            | 來源     |
| ------------------ | --------------- | --------------- | --------------- | -------- |
| 1985年（昭和60年） | 16,669          | 45,544          | 62,213          |          |
| 1986年（昭和61年） | 16,129          | 43,156          | 59,285          |          |
| 1987年（昭和62年） | 16,104          | 44,019          | 60,124          |          |
| 1988年（昭和63年） | 16,764          | 46,686          | 63,450          |          |
| 1989年（平成元年） | 17,049          | 47,482          | 64,531          |          |
| 1990年（平成02年） | 17,531          | 48,524          | 66,065          |          |
| 1991年（平成03年） | 17,982          | 48,935          | 66,917          |          |
| 1992年（平成04年） | 18,118          | 49,444          | 67,562          |          |
| 1993年（平成05年） | 17,909          | 48,315          | 66,224          |          |
| 1994年（平成06年） | 17,379          | 47,231          | 64,610          |          |
| 1995年（平成07年） | 17,100          | 46,225          | 63,325          |          |
| 1996年（平成08年） | 17,201          | 45,574          | 62,775          |          |
| 1997年（平成09年） | 16,871          | 44,028          | 60,899          |          |
| 1998年（平成10年） | 17,095          | 43,130          | 60,225          |          |
| 1999年（平成11年） | 17,168          | 41,986          | 59,154          | [ * 1 ]  |
| 2000年（平成12年） | 17,349          | 41,738          | 59,087          | [ * 2 ]  |
| 2001年（平成13年） | 17,292          | 40,898          | 58,190          | [ * 3 ]  |
| 2002年（平成14年） | 17,525          | 40,447          | 57,972          | [ * 4 ]  |
| 2003年（平成15年） | 17,829          | 40,254          | 58,083          | [ * 5 ]  |
| 2004年（平成16年） | 17,696          | 40,904          | 58,600          | [ * 6 ]  |
| 2005年（平成17年） | 17,849          | 40,838          | 58,687          | [ * 7 ]  |
| 2006年（平成18年） | 17,791          | 41,215          | 59,037          | [ * 8 ]  |
| 2007年（平成19年） | 18,031          | 41,840          | 59,872          | [ * 9 ]  |
| 2008年（平成20年） | 17,851          | 41,810          | 59,662          | [ * 10 ] |
| 2009年（平成21年） | 17,506          | 41,181          | 58,688          | [ * 11 ] |
| 2010年（平成22年） | 17,138          | 41,141          | 58,279          | [ * 12 ] |
| 2011年（平成23年） | 17,003          | 40,472          | 57,476          | [ * 13 ] |
| 2012年（平成24年） | 17,404          | 40,651          | 58,056          | [ * 14 ] |
| 2013年（平成25年） | 17,610          | 41,179          | 58,789          | [ * 15 ] |
| 2014年（平成26年） | 17,563          | 40,744          | 58,308          | [ * 16 ] |
| 2015年（平成27年） | 17,957          | 41,544          | 59,501          | [ * 17 ] |
| 2016年（平成28年） | 18,067          | 42,066          | 60,134          | [ * 18 ] |
| 2017年（平成29年） | 18,268          | 42,587          | 60,856          | [ * 19 ] |
| 2018年（平成30年） | 18,336          | 43,189          | 61,526          | [ * 20 ] |
| 2019年（令和元年） | 17,867          | 43,962          | 61,829          |          |

## 車站周邊

City Tower蕨

蕨是日本全國面積最小、人口密度最高的市。此外，本站也是川口市部分地域（芝地區）的最近車站，與該市關係密切。

### 東口
- 東武store（日语：東武ストア）
- 永旺夢樂城川口前川（日语：イオンモール川口前川）
- 蕨市立東中學校
- 蕨市立東小學校
- 武南中學校·高等學校（日语：武南中学校・高等学校）
- 埼玉縣立川口工業高等學校（日语：埼玉県立川口工業高等学校）
- 蕨塚越郵便局
- 川口芝中田郵便局
- 三菱UFJ銀行蕨支店
- 瑞穗銀行蕨支店
- 東和銀行（日语：東和銀行）蕨支店
- 埼玉里索那銀行蕨東支店

### 西口
- 伊藤洋華堂錦町店
- 玩具反斗城、寶寶反斗城（日语：ベビーザらス）蕨店（丸悅蕨北町店內）
- 芝園團地
- 蕨市役所
- 蕨郵便局（日语：蕨郵便局）
- 蕨站前郵便局
- 埼玉縣立蕨高等學校（日语：埼玉県立蕨高等学校）
- 沖電氣工業系統中心、沖北關東服務蕨服務中心
- 舊中山道
- 蕨市立醫院
- City Tower蕨（日语：シティタワー蕨）
- 蕨市立文化會館KURURU
- 三井住友銀行蕨支店
- 埼玉里索那銀行蕨支店
- 武藏野銀行蕨支店

## 路線巴士
本站可搭乘國際興業巴士與該公司受託運行的蕨市社區巴士「ぷらっとわらび」（西口）、川口市社區巴士「みんななかまバス」。西口路線由戶田營業所管轄（僅SC01屬鳩谷營業所）、東口路線由鳩谷營業所管轄。

### 東口
| 乘車處 | 系統     | 主要行經地                                 | 目的地                 | 運行業者                        | 備註                                    |
| ------ | -------- | ------------------------------------------ | ---------------------- | ------------------------------- | --------------------------------------- |
| 1      | 蕨06     | 宮根、伊刈消防署、川口北運動中心、醫療中心 | 新井宿站               | 國際興業                        |                                         |
| 2      | 蕨02     | 宮根、伊刈消防署、北園住宅                 | 東浦和站               | 國際興業                        | 有深夜巴士(平日23：40發車)              |
| 3      | 蕨03     | 永旺夢樂城川口前川、鳩谷站                 | 新井宿站               | 國際興業                        | 有深夜巴士(每日23：30發車/年末新年除外) |
| 3      | 蕨03-2   | 永旺夢樂城川口前川・上青木交番             | 鳩谷站西口             | 國際興業                        | 平日6：28發車                           |
| 3      | SC01     |                                            | 永旺夢樂城川口前川     | 國際興業                        |                                         |
| 3      | SC01-2   |                                            | 永旺夢樂城川口前川     | 國際興業                        | 一日3本                                 |
| 5      | 蕨01     | 產業道路、前川、上根橋                     | 上根橋循環             | 國際興業                        | 每日6時〜13時                           |
| 5      | 蕨01     | 產業道路、網代橋                           | 上根橋循環             | 國際興業                        | 每日14時〜20、21時                      |
| 5      | 蕨01-2   | 產業道路、前川                             | 上根橋                 | 國際興業                        |                                         |
| 5      | 川05     | 產業道路、前川、上根橋、天神橋             | 川口站東口             | 國際興業                        |                                         |
| 6      | SC01     |                                            | 蕨站西口               | 國際興業                        |                                         |
| 6      | 赤11     |                                            | 南浦和站西口           | 國際興業                        | 深夜巴士、下車專用                      |
| 6      | 深夜急行 | Midnight Arrow南浦和、東浦和               | 東浦和站               | 國際興業                        | 下車專用                                |
| 10     | 川口03   | 芝支所、前川たたら莊、上根橋、Green Center | 芝線：川口市立醫療中心 | 川口市社區巴士 みんななかまバス | 僅平日、週六                            |

### 西口
| 乘車處 | 系統   | 主要行經地                                         | 目的地               | 運行業者                    | 備註                               |
| ------ | ------ | -------------------------------------------------- | -------------------- | --------------------------- | ---------------------------------- |
| 1      | 蕨55   | 南町1丁目、前新田                                  | 戶田公園站東口       | 国際興業                    |                                    |
| 2      | 浦19-2 | 北町4丁目、六辻、大里(武藏浦和站入口)              | 浦和站西口           | 国際興業                    |                                    |
| 2      | 蕨50   | 北町4丁目、文藏                                    | 南浦和站西口         | 国際興業                    |                                    |
| 2      | 蕨50-2 | 北町4丁目                                          | 戶田車庫             | 国際興業                    | 平日23：00發車、週六22：10發車     |
| 2      | 蕨81   | 市立醫院入口                                       | 戶田車庫             | 国際興業                    |                                    |
| 2      | SC01   | 蕨站東口                                           | 永旺夢樂城川口前川   | 国際興業                    |                                    |
| 3      | 蕨05   | 芝西小學校                                         | 芝循環               | 国際興業                    |                                    |
| 3      | 蕨05-2 |                                                    | 芝支所入口           | 国際興業                    | 平日早晨、晚間，週六假日僅晚間運行 |
| 3      | 蕨80   | 蕨市役所、北戶田站入口                             | 戶田車庫             | 国際興業                    |                                    |
| 4      | 西川64 | 要害通入口・南町2丁目                              | 西川口站西口         | 国際興業                    |                                    |
| 4      | 蕨54   | 戶田市役所入口、戶田站入口、戶田競艇場入口         | 下笹目               | 国際興業                    |                                    |
| 9      | 蕨市01 | 東中学校、あずま公園、市民公園                     | 東路線循環：蕨站西口 | 蕨市社區巴士 ぷらっとわらび |                                    |
| 9      | 蕨市02 | 市立病院、保健中心、蕨高校、社會福祉中心、蕨市役所 | 西路線循環：蕨站西口 | 蕨市社區巴士 ぷらっとわらび |                                    |
| 9      | 蕨市03 | 蕨市水道部前、南公民館、市立圖書館                 | 南路線循環：蕨站西口 | 蕨市社區巴士 ぷらっとわらび |                                    |

## 其他
北行至南浦和的列車會停靠南浦和站的2號線或3號線。
若是停靠2號線（南行月台），會以廣播建議往浦和、大宮方向的乘客在蕨站轉車。
這是由於南浦和站停靠南行月台時，要轉乘北行列車需要上下階梯，因此可同平面轉乘的蕨站轉乘會較為便利。

## 相鄰車站
東日本旅客鐵道
 京濱東北線
■快速、■各站停車
西川口（JK 40）－蕨（JK 41）－南浦和（JK 42）

### 使用情況
1. ↑  埼玉県統計年鑑 （页面存档备份，存于） - 埼玉県
2. ↑  統計わらび （页面存档备份，存于） - 蕨市

JR東日本1999年度以後上車人次
1. ↑  各駅の乗車人員（1999年度） （页面存档备份，存于） - JR東日本
2. ↑  各駅の乗車人員（2000年度） （页面存档备份，存于） - JR東日本
3. ↑  各駅の乗車人員（2001年度） （页面存档备份，存于） - JR東日本
4. ↑  各駅の乗車人員（2002年度） （页面存档备份，存于） - JR東日本
5. ↑  各駅の乗車人員（2003年度） （页面存档备份，存于） - JR東日本
6. ↑  各駅の乗車人員（2004年度） （页面存档备份，存于） - JR東日本
7. ↑  各駅の乗車人員（2005年度） （页面存档备份，存于） - JR東日本
8. ↑  各駅の乗車人員（2006年度） （页面存档备份，存于） - JR東日本
9. ↑  各駅の乗車人員（2007年度） （页面存档备份，存于） - JR東日本
10. ↑  各駅の乗車人員（2008年度） （页面存档备份，存于） - JR東日本
11. ↑  各駅の乗車人員（2009年度） （页面存档备份，存于） - JR東日本
12. ↑  各駅の乗車人員（2010年度） （页面存档备份，存于） - JR東日本
13. ↑  各駅の乗車人員（2011年度） （页面存档备份，存于） - JR東日本
14. 1 2 3  各駅の乗車人員（2012年度） （页面存档备份，存于） - JR東日本
15. 1 2 3  各駅の乗車人員（2013年度） （页面存档备份，存于） - JR東日本
16. 1 2 3  各駅の乗車人員（2014年度） （页面存档备份，存于） - JR東日本
17. 1 2 3  各駅の乗車人員（2015年度） （页面存档备份，存于） - JR東日本
18. 1 2 3  各駅の乗車人員（2016年度） （页面存档备份，存于） - JR東日本
19. 1 2 3  各駅の乗車人員（2017年度） （页面存档备份，存于） - JR東日本
20. 1 2 3  各駅の乗車人員（2018年度） （页面存档备份，存于） - JR東日本
21. 1 2 3  各駅の乗車人員（2019年度） （页面存档备份，存于） - JR東日本

埼玉縣統計年鑑
1. ↑  .   [2019-06-07]. （原始内容存档于2020-02-02）.
2. ↑  .   [2019-06-07]. （原始内容存档于2020-02-02）.
3. ↑  .   [2019-06-07]. （原始内容存档于2020-02-02）.
4. ↑  .   [2019-06-07]. （原始内容存档于2020-02-02）.
5. ↑  .   [2019-06-07]. （原始内容存档于2020-02-02）.
6. ↑  .   [2019-06-07]. （原始内容存档于2020-02-02）.
7. ↑  .   [2019-06-07]. （原始内容存档于2020-02-02）.
8. ↑  .   [2019-06-07]. （原始内容存档于2020-02-02）.
9. ↑  .   [2019-06-07]. （原始内容存档于2020-02-02）.
10. ↑  .   [2019-06-07]. （原始内容存档于2020-02-02）.
11. ↑  .   [2019-06-07]. （原始内容存档于2020-02-02）.
12. ↑  .   [2019-06-07]. （原始内容存档于2020-02-02）.
13. ↑  .   [2019-06-07]. （原始内容存档于2020-02-02）.
14. ↑  .   [2019-06-07]. （原始内容存档于2020-02-02）.
15. ↑  .   [2019-06-07]. （原始内容存档于2020-02-02）.
16. ↑  .   [2019-06-07]. （原始内容存档于2020-02-02）.
17. ↑  .   [2019-06-07]. （原始内容存档于2020-02-02）.
18. ↑  .   [2019-06-07]. （原始内容存档于2020-02-02）.
19. ↑  .   [2019-06-07]. （原始内容存档于2020-02-02）.
20. ↑  .   [2020-07-28]. （原始内容存档于2020-03-18）.

## 外部連結
- 車站資訊（蕨）：東日本旅客鐵道

35°49′41.2″N 139°41′25.4″E / 35.828111°N 139.690389°E